# Гайське
Гайське (словац. Hájske) — село, громада округу Шаля, Нітранський край. Кадастрова площа громади — 14.07 км².
Населення 1319 осіб (станом на 31 грудня 2019 року).

## Історія
Гайське згадується 1113 року.

## Географія
Протікає канал Заярч'є.

## Населення
| Рік:            | 1994. | 2004.   | 2014.   | 2024.   |
| --------------- | ----- | ------- | ------- | ------- |
| Кількість осіб: | 1374  | 1365    | 1323    | 1315    |
| Різниця:        |       | -0,65 % | -3,07 % | -0,60 % |

| Рік:            | 2023. | 2024.   |
| --------------- | ----- | ------- |
| Кількість осіб: | 1324  | 1315    |
| Різниця:        |       | -0,67 % |